# Ini (lettre arménienne)
Cette page contient des caractères spéciaux ou non latins. S’ils s’affichent mal (▯, ?, etc.), consultez la page d’aide Unicode.
Pour les articles homonymes, voir ini.
Ini, ինի en arménien ([ini]), est la 11e lettre de l'alphabet arménien.

## Linguistique
Ini est utilisé pour représenter le son d'une voyelle fermée antérieure non arrondie ([i]).

## Représentation informatique
- Unicode[1] :
  - Capitale Ի : U+053B
  - Minuscule ի : U+056B